# Pimelodella howesi
Pimelodella howesi är en fiskart som beskrevs av Fowler, 1940. Pimelodella howesi ingår i släktet Pimelodella och familjen Heptapteridae. Inga underarter finns listade i Catalogue of Life.